# 塔门戈什
塔门戈什是葡萄牙阿威罗区的一个堂区。总面积8.36平方公里，总人口1623人，人口密度194.1人/平方公里。